# Inglese nell'informatica
L'inglese è la lingua franca nel campo dell'informatica e di internet e la terminologia specialistica di molte lingue è dominata o molto influenzata da parole inglesi o da suoi adattamenti e interferenze.

## Vocabolario scientifico
In molte lingue le radici greca e latina costituiscono una parte importante del vocabolario scientifico. Questo è vero soprattutto per i termini che si riferiscono ai campi della scienza. Ad esempio i vocaboli equivalenti di "matematica", "fisica", "chimica", "geologia" e "genealogia" sono più o meno simili in molte lingue. Per quanto riguarda l'informatica, numerosi vocaboli derivano dall'inglese americano ed il vocabolario si evolve assai rapidamente. Un'eccezione è il vocabolo che si riferisce all'informatica stessa, apparso per la prima volta come Informatik in un lavoro di Karl Steinbuch nel 1957, equivalente a informatica in italiano, olandese e rumeno; informatique in francese; Informatik in tedesco; informática in spagnolo e portoghese ed informatyka in polacco.  In inglese, l'equivalente di questi termini è computer science, mentre informatics ha un uso più limitato.

### Tedesco
In tedesco sono utilizzati alcuni vocaboli inglesi come:
- sostantivi: Computer, Website, Software, E-Mail, Blog
- verbi: downloaden, booten, crashen

### Francese
In francese i vocaboli inglesi sono generalmente capiti. In pratica alcuni di essi sono utilizzati, mentre altri sono tradotti dall'Académie française o dall'OQLF.
Vocaboli obsoleti:
- database → base de données
- software → logiciel
- shutdown → arrêter

Vocaboli usati in entrambe le forme:
- email (in Europa francofona; non usato in Canada), courriel (principalmente in Canada francofono, ma si usa sempre più in documenti anche in Europa), mél. (message électronique)
- spam, pourriel (in Canada francofono)
- phishing, hameçonnage
- amorcer, démarrer, booter
- bootable, amorçable
- redémarrer, rebooter
- overclocking, surfréquençage, surcadençage

### Islandese
L'islandese ha il suo vocabolario scientifico, tuttavia ci sono anche dei prestiti dall'inglese. I vocaboli inglesi o islandesizzati sono molto più usati nelle conversazioni comuni, poiché quelli islandesi possono essere più lunghi o meno diffusi.

### Spagnolo
L'influenza dell'inglese sull'industria informatica e su Internet nell'America Latina ha portato parecchi vocaboli nel lessico spagnolo.
Traduzioni:
- email → correo electrónico
- messenger → mensajero

Traduzioni poco utilizzate:
- software → logical
- webcam → cámara web
- website → página web, sitio web
- blog → bitácora

Senza traduzione:
- web
- flog
- wiki

## Codifica dei caratteri

I caratteri previsti dalla codifica ASCII: sono quelli utilizzati dalla lingua inglese.

Il primo sistema di codifica di caratteri, l'ASCII, fu progettato per la lingua inglese. In seguito furono sviluppate altre codifiche in grado di soddisfare i bisogni delle altre lingue: l'ASCII esteso e l'Unicode.
Talvolta succede che un programma non riesca ad interpretare correttamente un testo perché questo utilizza una codifica sconosciuta. In tal caso si verifica il fenomeno del mojibake, ovvero l'incorretta visualizzazione dei caratteri del testo.

## Linguaggi di programmazione
Benché quasi tutti i linguaggi di programmazione usino vocaboli inglesi, è possibile scriverne in qualunque lingua. Di seguito ci sono alcuni esempi di linguaggi di programmazione non basati sull'inglese:
- Arabo: ARLOGO
- Bengalese: BangaBhasha
- Cinese: BASIC cinese
- Ebraico: Linguaggio di programmazione ebraico
- Francese: LSE, WinDev
- Hindi: Hindawi
- Islandese: Fjölnir
- Olandese: Superlogo
- Russo: Glagol
- Spagnolo: Lexico

## L'inglese nei computer
Quasi tutti i computer sulla Terra hanno il BIOS in lingua inglese, sebbene talvolta possa essere tradotto nella lingua del paese dove il computer viene venduto.
I collegamenti rapidi da tastiera sono di solito stabiliti da parole inglesi, come ad esempio CTRL+F per "cerca" (dall'inglese find).

## Punti deboli dell'inglese
Come molte altre lingue non artificiali l'inglese ha alcune ambiguità. Alcuni esempi nel contesto dell'informatica sono:
- free, che significa sia gratis che libero (ad esempio free software può significare sia "programma gratuito" che "software libero")
- language, che significa sia lingua che linguaggio di programmazione. Di conseguenza in informatica per disambiguare si usa il termine  "natural language" per riferirsi alle lingue umane e "programming language" per riferirsi ai linguaggi di programmazione

## L'inglese sul World Wide Web
L'inglese è la lingua predominante nel World Wide Web.